# 丹内モモコ
丹内モモコ（丹内百子）（たんない ももこ、1948年〈昭和23年〉5月30日 - ）は、元秋田放送アナウンサー・フリーアナウンサー。

## 経歴
秋田県秋田市出身。女子美術大学短期大学部デザイン科卒業後、秋田放送入社。
アナウンス部次長からラジオ局ラジオ制作部次長（ディレクター・パーソナリティ）を経て、2008年（平成20年）12月に退職。
退職後は、同じく秋田放送アナウンサーだった参議院議員・松浦大悟の秋田事務所秘書として勤務した。

## 出演

### テレビ
- 朝のホットライン（秋田中継担当リポーター）
- ザ・ベストテン（追っかけウーマン）
- ABSあらかると
- ワイドレーダーあきた（キャスター）
- ニュースプラス1あきた（キャスター、1990年4月～1991年3月）
- おじゃましまーす
- 全東北民謡選手権大会（東北地区ブロックネット）
- こまち旅もよう
- あなたとABSテレビ

### ラジオ
- LET'S GO ヤング広場（1973年1月～9月）
- マイクの中の青春[1]
- 出前民謡[1]
- あさ採りワイド秋田便『120万人のいつでもラジオ～どこでもネットワーク～』（木、金担当）